# أرماند تروسو
أرماند تروسو (بالفرنسية: Armand Trousseau)‏ (14 أكتوبر 1801 - 23 يونيو 1867) هو طبيب باطني فرنسي الجنسية. أسهم في الطب بعلامة تروسو للخباثة وعلامة تروسو للتكزز المستتر وغيرها.

## السيرة الذاتية
بدأ تروسو دراسته كطالب لدى بيير فيديل بريتونو في المستشفى العام المحلية، ثم أكمل دراسته في باريس حيث حصل على درجة الدكتوراة عام 1825 وأصبح عضو هيئة تدريس في 1827. عام 1828 كلفته الحكومة الفرنسية بتقصي الأوبئة التي اجتاحت بعض المناطق في جنوبي فرنسا. وبعد إتمام مهمته في نفس العام، رحل تروسو إلى جبل طارق ضمن لجنة للتقصي في أمر الحمى الصفراء، فذاع صيته في باريس.

## إنجازاته
اكتشف تروسو أساليب جديدة لعلاج الخناق، داء الانسداد الرئوي المزمن، التهاب الجنبة وتضخم الغدة الدرقية والملاريا. حصل على جائزة الأكاديمية الطبية الفرنسية لبحثه في علم الحنجرة الذي ظهر إلى النور عام 1837. وكان أول من يقوم بثقب القصبة الهوائية في فرنسا، وقام بنشر دراسة عنه وعن التنبيب عام 1851. اشتهرت كتبه الطبية والعلاجية وتُرجمت إلى الإنجليزية. كما صاغ مصطلح "aphasia" ويعني فقدان القدرة على الكلام، وأشاع مصطلحات "Addison's disease" أي القصور الكظري الأولي و"Hodgkin's lymphoma" أي لِمْفُومةُ هودجكيِن.
يعد تروسو معلِّمًا مميزًا، تتلمذ على يده كثير من المبدعين مثل برتو ريكان وريمون إيمتيرو بيتانسز الجرّاح الحاصل على وسام جوقة الشرف.أصبح ابنه «جورج» (1833–1894) الطبيب الملكي في مملكة هاواي، وحفيده أرماند (1856–1910) طبيب عيون مميزًا.